# Lester Steers
Lester Steers (Eureka (California), Estados Unidos, 16 de junio de 1917-23 de enero de 2003) fue un atleta estadounidense especialista en salto de altura, prueba en la que consiguió ser plusmarquista mundial durante doce años, desde el 17 de junio de 1941 al 27 de junio de 1953, con un salto de 2.11 metros.

## Carrera deportiva
El 17 de junio de 1941 en la ciudad de Los Ángeles consiguió saltar una altura de 2.11 metros, batiendo así el récord del mundo de 2.09 metros que poseía su compatriota Melvin Walker desde el 12 de agosto de 1937. Su marca fue superada por el también estadounidense Walt Davis en un centímetro (2.12 metros) el 27 de junio de 1953.